# Tir als Jocs Olímpics d'estiu de 1900 - Pistola ràpida, 25 metres
La competició de pistola ràpida, 25 metres va ser una de les proves de Tir dels Jocs Olímpics de París de 1900. Es disputà entre l'1 i el 4 d'agost de 1900. Hi van prendre part 6 atletes de 2 nacions diferents.

## Medallistes
| Or              | Plata        | Bronze       |
| Maurice Larrouy | Léon Moreaux | Eugène Balme |

## Resultats
Es desconeix els criteris emprats per desempatar els 5 tiradors a 57 punts.
| Posició | Tirador         | Puntuació |
| ------- | --------------- | --------- |
| Or      | Maurice Larrouy | 58        |
| Plata   | Léon Moreaux    | 57        |
| Bronze  | Eugène Balme    | 57        |
| 4       | Paul Moreau     | 57        |
| 5       | Paul Probst     | 57        |
| 6       | Joseph Labbé    | 57        |